# Расејано звездано јато
Расејано или отворено звездано јато, група је младих звезда насталих готово истовремено из истог молекуларног облака. Оваква јата могу садржавати од десетак до неколико хиљада звезда које су међусобно везане гравитационом силом.
Расејана звездана јата се налазе само у неправилним галаксијама и у дисковима спиралних галаксија, јер се само у њима формирају нове звезде. Звезде настају групно у молекуларним облацима, и по формирању оне заједно образују отворено звездано јато. Због тога се метафорички каже да су молекуларни облаци звездана породилишта, а отворена јата да су звездане јасле.
Млада отворена јата се по формирању и даље налазе у молекуларном облаку из којег су настале. У почетку звезде јонизују гас око њих и тако стварају HII регион. Затим ће притисак зрачења којег звезде стварају разбити облак у којем су настале и просто одувати гас и прашину из јата. Остатак облака, тј. гаса који преостане, рефлектује светлост са звезда, па се запажа као рефлексиона маглина.
Већина расејаних јата је млађа од сто милиона година. Разлог је то што су оваква јата слабије гравитационо везана, па се временом распадају услед интеракције и блиских пролазака са другим јатима и молекуларним облацима, а губе чланове и због међусобне интеракције, тј. блиских пролазака међу самим звездама у јату.
Изучавање расејаних јата је битно за боље разумевање звездане еволуције. Све звезде у јату су приближно исте старости и истог хемијског састава. Па се зато остали фактори који утичу на звездану еволуцију могу проучавати лакше него кад се посматрају појединачне звезде (које не припадају некаквом звезданом јату).
Поједина звездана јата, као што су Плејаде, Хијаде, Презепе итд, могу се на небу видети и голим оком. Ипак, за посматрање већине јата је потребан телескоп или двоглед.

## Историјска посматрања
Најсјајније групе звезда попут Плејада познате су од давнина. Нека друга јата су била позната као магличасти објекти. Плејаде су још у стара времена биле познате као седам сестара, јер се седам најсјајнијих звезда лако уоче и голим оком. Арат из Сола 260. п. н. е. у својој поеми Феномени, описује Презепе као „мали облак“, јер се појединачне звезде не могу видети слободним оком.
До открића телескопа природа тих магличастих објеката је била непозната. Тек су телескопи успели да дају већу слику тих маглина где су се видела као групације звезда.
Телескопска посматрања скупова звезда показала су да постоје две врсте звезданих јата. Прва су округла и врло густа и налазе се у халоу Млечног пута. Друга врста скупова су неправилног облика и мање густине. Првоспоменута јата су прозвана глобуларним, а друга отвореним звезданим јатима.
Брзо се открила физичка повезаност звезда у отвореним скуповима. Џон Мичел, мисионар из 18. века, израчунао је да је вероватноћа да звезде, гледано са Земље, направе групацију као Плејаде само 1:496.000. Како је астрометрија напредовала тако се сазнало да звезде отворених јата имају заједничко кретање кроз простор. Спектроскопске методе касније су потврдиле да отворена јата имају сличне радијалне брзине. На основу тога се закључило да су звезде из једног отвореног јата настале у заједно, у истој групи.

## Својства

### Настанак
Све звезде су готово настале у молекуларним облацима и потом биле чланови неког отвореног јата. Молекуларни облак који садржи гас и прашину масе од неколико десетина Сунчеве масе урушава се и формира више звезда, а не само једну звзеду.
Формирање отвореног јата почиње урушавањем дела молекуларног облака, који могу имати масу и до неколико хиљада пута већу од Сунчеве. Различити фактори могу изазвати промену густине у облаку што ће изазвати згрушавање његових појединих делова, што покреће и формирање звезда. То могу бити ударни таласи од оближње експлозије супернове или судар или само близак пролазак са другим молекуларним облаком. Тада се ствара различит број згрушњења у самом облаку и то ће одредити број звезда које ће се формирати. Верује се да у нашој Галаксији у просеку сваких неколико хиљада година настане једно отворено јато.
Када јато настане, младе, сјајне и најмасивније звезде у њему (које припадају спектралним класама О и Б) почеће зрачити огромне количине УВ зрачења. Ово зрачење ствара брзу јонизацију гаса око њих. Јонизација узрокује настанак HII региона. Звездани ветрови масивних звезда и притисак зрачења одувавају остатке облака из јата. Типично, после десетак милиона година отворени скуп ће доживети прву експлозију супернове која ће убрзати избацивање гаса из јата. Након више десетина милиона година у отвореном јату готово неће више бити гаса. На формирање звезда се потроши тек 10% масе почетног молекуларног облака. Могуће је чак и да више расејаних јата настану из једног истог молекуларног облака. Претпоставља се да су Хијаде и Презепе, два велика отворена јата релативно близу нас, настале из истог молекуларног облака пре неких 600 милиона година.

### Морфологија
Међу расејаним јатима могуће је наћи примере са свега неколико звезда разбацаних на великом простору или као супротност, густе скупове од неколико хиљада чланова. Типичан скуп се састоји од средишта где има највише звезда, и короне где су звезде ређе распоређене. Језгро јата се у просеку протеже на 3 до 4 светлосне године, док се корона може протезати и до 20 с. г. Просечна густина звезда у јату је око 15 звезда по кубном парсеку. То можемо упоредити са густином звезда у околини Сунца која износи 0.03 звезде по кубном парсеку, док у збијеним јатима густина може бити и 1000 звезда по кубном парсеку.
Класификација јата се ради најчешће по методи коју је развио Роберт Трамплер (енгл. Robert Trumpler) 1930. године. Шема Трамплерове класификације  даје сваком објекту три ознаке. Римски бројеви од I до IV означавају концентрацију и издвојеност отвореног јата од суседног галактичког окружења (од јаке до слабе концентрације), арапски бројеви 1-3 описују распон у сјају звезда у отвореном јату (1 је мала, 3 велика разлика у сјају између чланова) и слова p, m и r која говоре да ли је скуп сиромашан (p, од енгл. poor), умерено богат (m, од енгл. medium) или богат (r, од енгл. rich) звездама. Слово n означава да у јату постоји и маглина.
Према Трамплеровој класификацији, Плејаде припадају типу I 3 p n, тј. ово јато је веома извдојено у односу на галактичко окружење, доста концентрисано с великом разликом у сјају међу звездама, великим бројем звезда и припадајућом маглином. Оближње Хијаде су класификоване као II 3 m, (мање концентрисано, велика разлику у сјају међу члановима и умерено богато звездама).

### Број и распоред
Постоји око 1.000 познатих отворених јата у нашој Галаксији, али њихов стваран број можда је и десет пута већи. У спиралним галаксијама расејана јата се могу пронаћи само у диску галаксије у спиралним краковима, где је густина гаса и прашине највећа, па и интензитет формирања звезда. Расејана јата су снажно концентрисана у равни диска с висином у односу на галактички екватор од 180 светлосних година, што је незнатно у односу на пречник галаксије који износи 100.000 с. г.
У неправилним галаксијама, отворена јата су насумично разбацана мада је њихова концентрација највећа уз густе облаке прашине и гаса. У елиптичним галаксијама формирање звезда је престало у давној прошлости, па оне не садрже расејана јата, тј. јата су имала довољно времена да се потпуно распадну.
У нашој Галаксији млађа отворена јата се налазе више ближе средишту, где су плимске силе Галаксије јаче и молекуларни облаци гушћи, па је и стопа формирања већа, али и дисперзија јата је већа. Старија јата се више налазе у спољним деловима диска Галаксије. Јата у перифернијим деловима имају спорију дисперзију.

### Звезде у јату
Расејана јата се распадну пре него што звезде у њима досегну напредније еволутивне стадијуме, па у расејаним јатима углавном доминира светлост младих, плавих звезда (класе О и Б). То су и најмасивније звезде, па је њихов живот врло кратак, тек неколико десетина милиона година. Старија отворена јата зато садрже мање, већим делом жуте звезде (класе Ф, Г).
Када звезда потроши сав водоник који одржава нуклеарну фузију у њој, звезде мале или средње масе одбацују спољашње слојеве и тако стварају планетарну маглину. Оно што остане од звезде је бели патуљак који се полако хлади. У отвореним јатима се често јавља мањак белих патуљака, кад се упореди са неком теоријском вредношћу која се добије на основу масе и старости јата. Једно од могућих објашњења је да црвени џин кад одбацује спољне слојеве од којих настаје планетарна маглина, због асиметрије масе која се избаци може да добије додатну брзину од пар километара у секунди што је довољно да напусти систем.

### Проучавање еволуције звезда
Када се за расејано јато направи Херцшпрунг-Раселов дијаграм може се уочити да већина звезда припада главном низу (види слику). Најмасивније звезде у скупу већ су почеле еволуирати у црвене џинове и налазе се у горњем десном делу дијаграма. Зато се линија главног низа ломи и скреће према горњем десном углу. Према положају лома линије главног низа може се одредити старост јата.
Како све звезде из једног јата имају сличан састав, јер су настале из истог облака гаса и прашине, расејана јата су одличан полигон за посматрање еволуције звезда. Такође све звезде у јату се налазе на готово истој удаљености од Земље, па је разлика у њиховом међусобном сјају директно везана само за њихову масу. Тиме добијамо да су одређени параметри везани за цело јато, што олакшава проучавање других променљивих у звезданој еволуцији.
Проучавањем количине појединих елемената попут литијума или берилијума могуће је добити битне податке о еволуцији звезда и процесима у унутрашњости звезда. Берилијум и литијум, за разлику од водоника фузионишу на много мањим температурама (око 2,5 за литијум и 3,5 милиона Келвина за берилијум) што значи да брзо сагоре потпуно у средишту звезде. Међутим, одређивање њихове количине у спољним слојевима звезде нам говори о процесима мешања материје у самим звездама. А у расејаним јатима имамо звезде различите масе и структуре, а истог састава и старости, што ова јата чини одличном лабораторијом за оваква истраживања.
Истраживања су показала да је количина лаких елемената у отвореним јатима мања него што теоријски модели предвиђају. Разлог овог непоклапања није још јасан, али решење лежи у граници између слоја конвекције и радијативног слоја у звезди, стандардним процесима преноса енергије у унутрашњости звезде.

### Еволуција отворених јата
Многа отворена јата су нестабилне формације. Са масом која је довољно мала да брзина ослобађања (брзина потребна да би звезда напустила систем) мања од просечне брзине звезда у јату. Таква јата теже да се брзо распадну и трају само неколико милиона година. Такође, остаци облака из којег се јато створило се избацују из јата и тиме се додатно смањује маса и тиме убрзава његова дисперзија.
Јата са довољно масе да задрже звезде остају цела и неколико десетина милиона година и после периода када се маса нагло смаљи због избацивања остатака почетног облака, али кроз време и њих распрши комбинација унутрашњих и спољних утицаја. У унутрашње факторе се убрајају блиски проласци појединих звезда, који могу узроковати избацивање једне од звезда.
Спољашњи утицаји на јато су судари или блиски проласци са другим јатима или молекуларним облацима. У просеку сваких пола милијарде година расејано јато се судари с молекуларним облаком. Гравитационе плимске силе настале услед судара узрокују дисперзију јата. Од јата на крају остане низ звезда, недовољно блиских да буду сматране као јато, али се све крећу у истом смеру и сличним брзинама. Време у којем ће се јато одржати зависи од почетне густине звезда у јату. Концентрисанија јата дуже одолевају утицајима. Средња дужина живота једног расејаног јата, тачније старост јата при којем су половина првобитних чланова јата изашла из система је око 150 до 800 милиона година. Најстарија позната отворена јата у Млечном путу су NGC 6791 у сазвежђу Лире и Berkeley 17, у сазвежђу Кочијаш, са процењеном старошћу од 7 милијарди година. Ипак, највећи број јата је млађе од 50 милиона година.
Када се отворени скуп распадне иза њега ће остати група звезда са сличним смером кретања и брзинама. Такве групе звезда се зову звездане асоцијације. Пет од седам најсјајнијјих звезда у сазвежђу Велики Медвед пример су такве групе. Тачније ова звездана асоцијација је значајно већа и садржи звезде које се простиру од сазвежђа Цефеј до сазвежђа Јужни Троугао. Сунце се налази близу обода ове звездане асоцијације, али јој не припада. Сунце је старије од ових звезда чак око десет пута. Оно се просто током свог кретања приближило овим звездама.
Првобитно јато у којем је настало Сунце, пре око 4,6 милијарди година, се потпуно распало и звезде из тог јата су расуте у диску Галаксије, без начина да се разликују од свог галактичког окружења.

## Расејана јата као стандардне свеће
Растојања до расејаних јата можемо мерити методом паралаксе или методом конвергентних тачака.
Посматрање оближњих отворених јата чије удаљености знамо довољно прецизно може послужити за стварање методе којом је могуће одредити удаљености осталих јата. Упоређујући ХР дијаграм оближњег расејаног јата и неког удаљенијег, могуће је проценити приближну удаљеност даљег јата. Таква метода корисна је и при одређивању удаљености галаксија у Локалној групи јер су у њима отворена јата лако уочљива.